# Lesches
Pour le poète grec, voir Leschès de Pyrrha.
Lesches [lɛʃ]  est une commune française située dans le département de Seine-et-Marne en région Île-de-France.

## Géographie

### Localisation
Le village est situé dans une boucle de la Marne à 4 km au nord-ouest d'Esbly.

### Communes limitrophes
| Jablines  | Trilbardou | Vignely            |
|           | Lesches    | Isles-lès-Villenoy |
| Chalifert | Coupvray   | Esbly              |

### Hydrographie

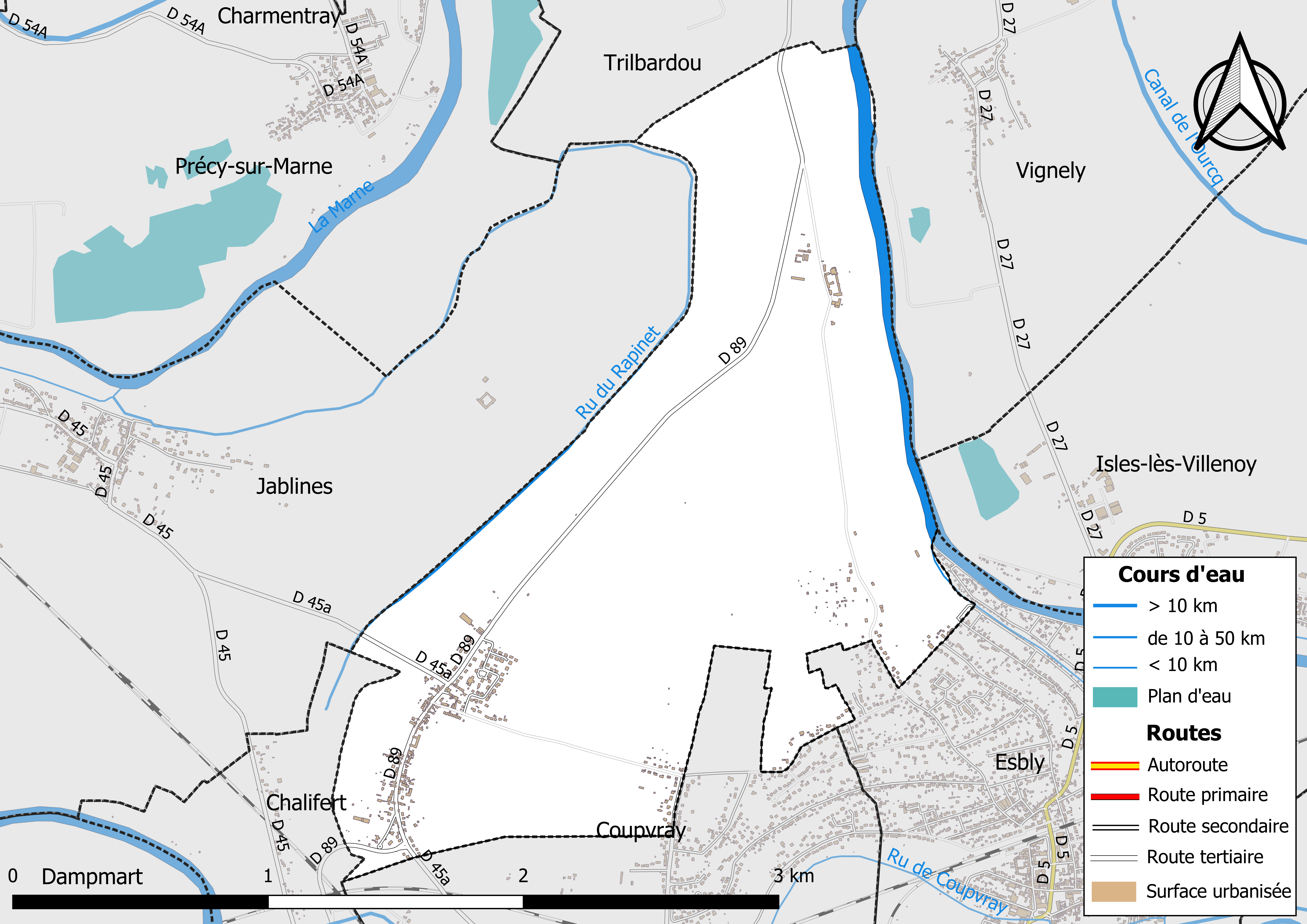
Carte des réseaux hydrographique et routier de Lesches.

Le réseau hydrographique de la commune se compose de trois  cours d'eau :
- la rivière la Marne, longue de 514 km[1], principal affluent de la Seine ;
- un bras du Grand Morin, long de 2,3 km[2] ;
- le ru du Rapinet, long de 5,7 km[3], qui conflue dans un bras de la Marne[4].

Sa longueur totale sur la commune est de 3,37 km.

### Climat
Pour des articles plus généraux, voir Climat de l'Île-de-France et Climat de Seine-et-Marne.
En 2010, le climat de la commune est de type climat océanique dégradé des plaines du Centre et du Nord, selon une étude du CNRS s'appuyant sur une série de données couvrant la période 1971-2000. En 2020, Météo-France publie une typologie des climats de la France métropolitaine dans laquelle la commune est exposée à un climat océanique altéré et est dans la région climatique Nord-est du bassin Parisien, caractérisée par un ensoleillement médiocre, une pluviométrie moyenne régulièrement répartie au cours de l’année et un hiver froid (3 °C).
Pour la période 1971-2000, la température annuelle moyenne est de 11,2 °C, avec une amplitude thermique annuelle de 14,9 °C. Le cumul annuel moyen de précipitations est de 707 mm, avec 10,9 jours de précipitations en janvier et 7,7 jours en juillet. Pour la période 1991-2020, la température moyenne annuelle observée sur la station météorologique la plus proche, située sur la commune de Torcy à 11 km à vol d'oiseau, est de 12,1 °C et le cumul annuel moyen de précipitations est de 716,4 mm,. Pour l'avenir, les paramètres climatiques de la commune estimés pour 2050 selon différents scénarios d'émission de gaz à effet de serre sont consultables sur un site dédié publié par Météo-France en novembre 2022.

### Milieux naturels et biodiversité

#### Espaces protégés
La protection réglementaire est le mode d’intervention le plus fort pour préserver des espaces naturels remarquables et leur biodiversité associée,.
Un  espace protégé est présent sur la commune : 
le « Marais de Lesches », objet d'un arrêté préfectoral de protection de biotope, d'une superficie de 84 ha.

#### Réseau Natura 2000

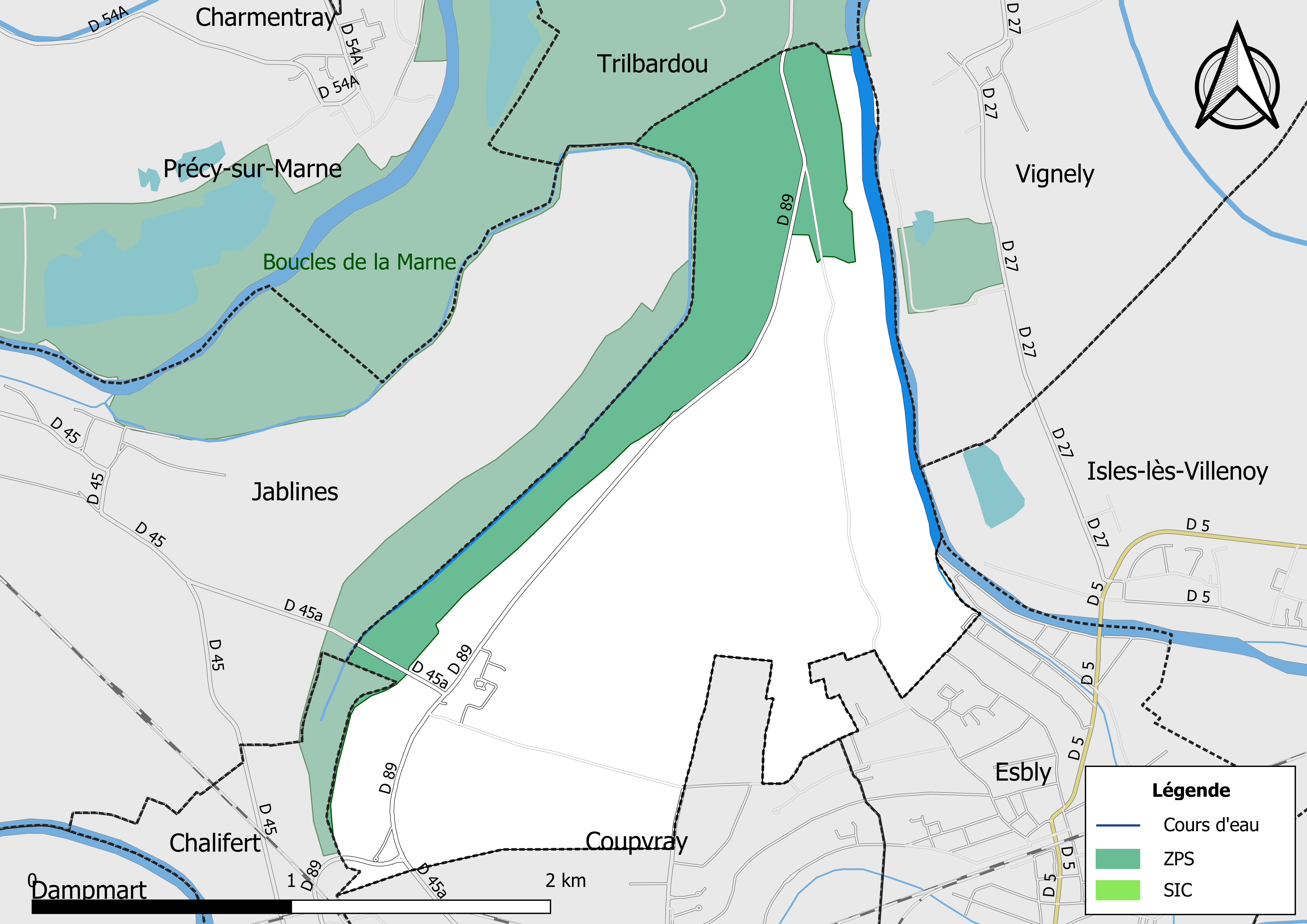
Sites Natura 2000 sur le territoire communal.

Le réseau Natura 2000 est un réseau écologique européen de sites naturels d’intérêt écologique élaboré à partir des Directives « Habitats » et « Oiseaux ». Ce réseau est constitué de Zones spéciales de conservation (ZSC) et de Zones de protection spéciale (ZPS). Dans les zones de ce réseau, les États Membres s'engagent à maintenir dans un état de conservation favorable les types d'habitats et d'espèces concernés, par le biais de mesures réglementaires, administratives ou contractuelles.
Un  site Natura 2000 a été défini sur la commune au titre de la « directive Oiseaux », :  
- les « Boucles de la Marne », d'une superficie de 2 641 ha, un lieu refuge pour une population d’Œdicnèmes criards d’importance régionale qui subsiste malgré la détérioration des milieux[17],[18].

#### Zones naturelles d'intérêt écologique, faunistique et floristique
L’inventaire des zones naturelles d'intérêt écologique, faunistique et floristique (ZNIEFF) a pour objectif de réaliser une couverture des zones les plus intéressantes sur le plan écologique, essentiellement dans la perspective d’améliorer la connaissance du patrimoine naturel national et de fournir aux différents décideurs un outil d’aide à la prise en compte de l’environnement dans l’aménagement du territoire.
Le territoire communal de Lesches comprend deux ZNIEFF de type 1,,, 
le « Marais du Refuge » (135,43 ha), couvrant 3 communes du département ;
et les « Pâture et bois du Château de Montigny » (28,93 ha), couvrant 2 communes du département
et une ZNIEFF de type 2,, 
la « vallée de la Marne de Coupvray à Pomponne » (3 619,57 ha), couvrant 17 communes du département.

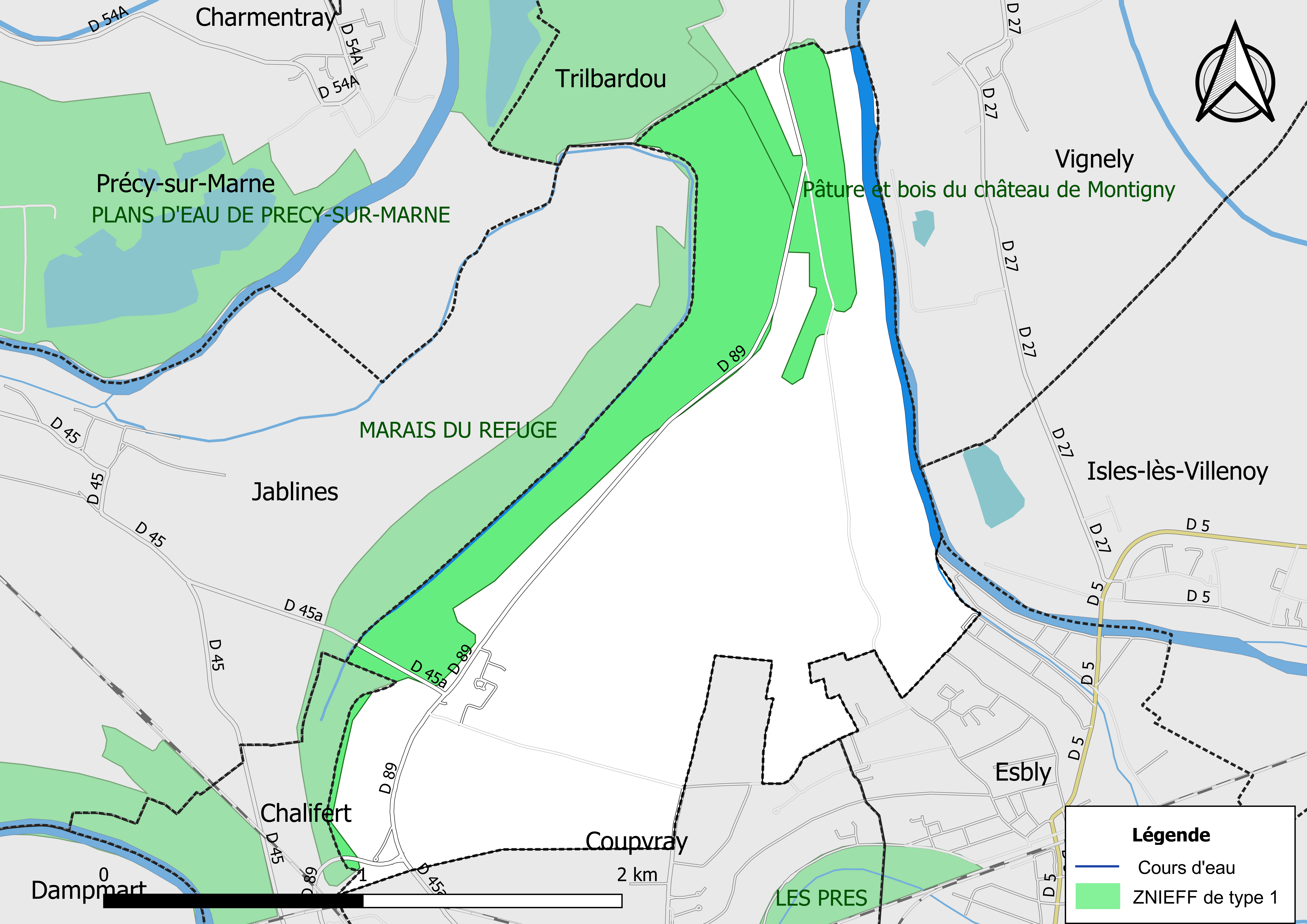
Carte des ZNIEFF de type 1 de la commune.
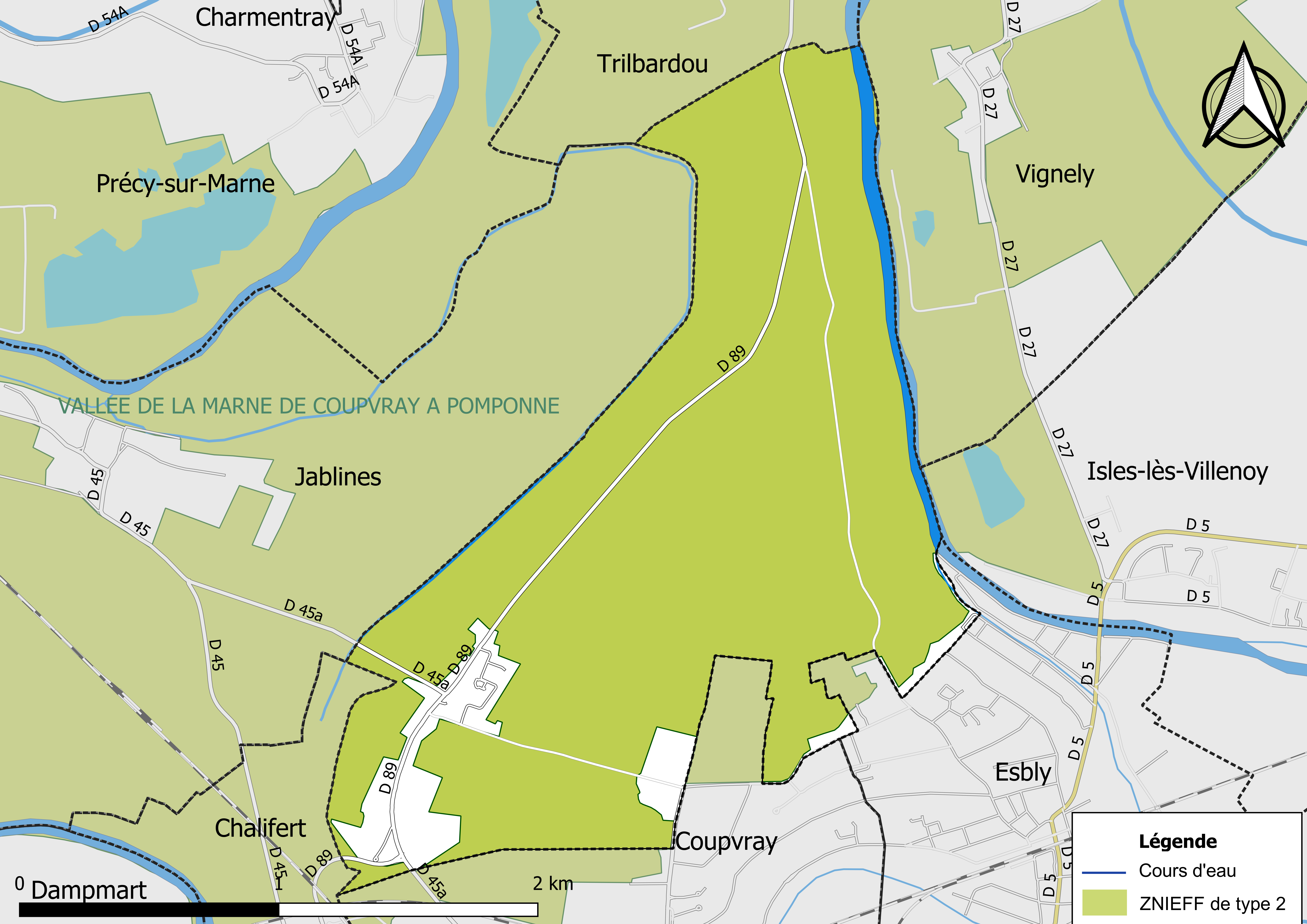
Carte des ZNIEFF de type 2 de la commune.

## Urbanisme

### Typologie
Au 1er janvier 2024, Lesches est catégorisée commune rurale à habitat dispersé, selon la nouvelle grille communale de densité à sept niveaux définie par l'Insee en 2022.
Elle est située hors unité urbaine. Par ailleurs la commune fait partie de l'aire d'attraction de Paris, dont elle est une commune de la couronne,. Cette aire regroupe 1 929 communes,.

### Lieux-dits et écarts
La commune compte 26 lieux-dits administratifs répertoriés consultables ici dont les Plâtrières, les Rouillardes, Montigny (château et ferme).

### Occupation des sols
L'occupation des sols de la commune, telle qu'elle ressort de la base de données européenne d’occupation biophysique des sols Corine Land Cover (CLC), est marquée par l'importance des forêts et milieux semi-naturels (60,6 % en 2018), en augmentation par rapport à 1990 (54,1 %). La répartition détaillée en 2018 est la suivante : 
forêts (54,3% ), terres arables (29,9% ), zones agricoles hétérogènes (8% ), milieux à végétation arbustive et/ou herbacée (6,2% ), zones urbanisées (1,5 %).
Parallèlement, L'Institut Paris Région, agence d'urbanisme de la région Île-de-France, a mis en place un inventaire numérique de l'occupation du sol de l'Île-de-France, dénommé le MOS (Mode d'occupation du sol), actualisé régulièrement depuis sa première édition en 1982. Réalisé à partir de photos aériennes, le Mos distingue les espaces naturels, agricoles et forestiers mais aussi les espaces urbains (habitat, infrastructures, équipements, activités économiques, etc.) selon une classification pouvant aller jusqu'à 81 postes, différente de celle de Corine Land Cover,,. L'Institut met également à disposition des outils permettant de visualiser par photo aérienne l'évolution de l'occupation des sols de la commune entre 1949 et 2018.

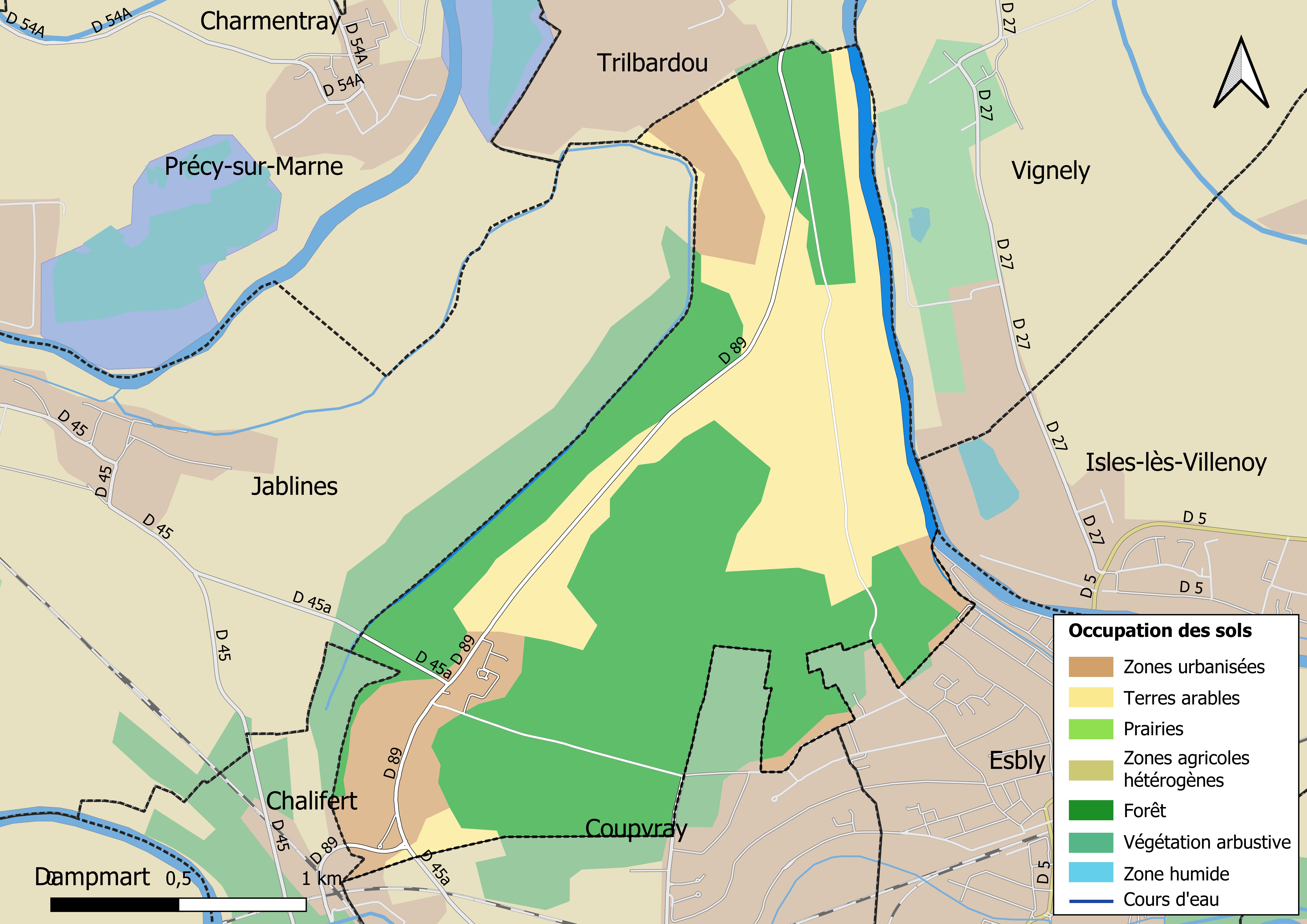
Carte des infrastructures et de l'occupation des sols en 2018 (CLC) de la commune.
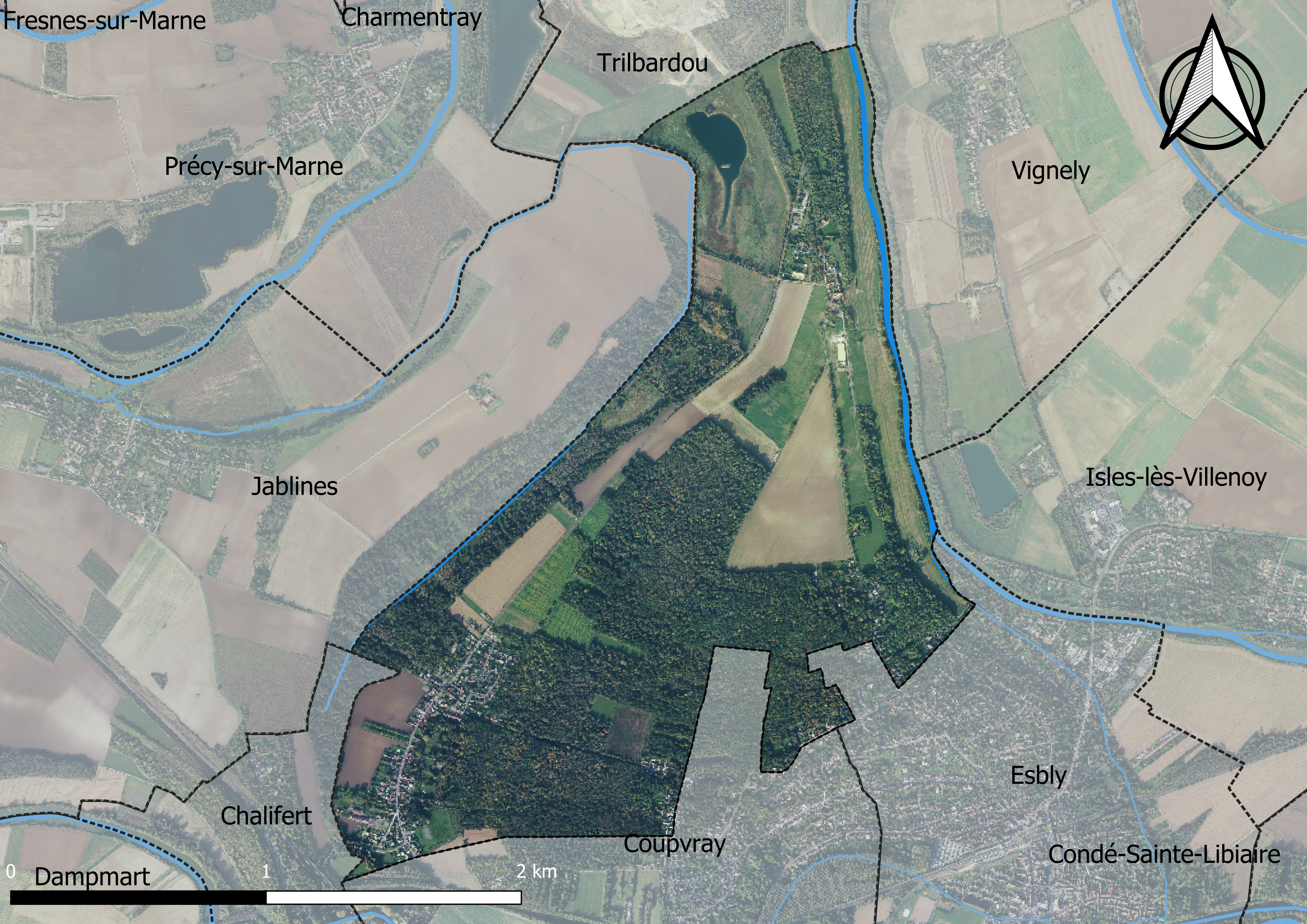
Carte orhophotogrammétrique de la commune.

### Planification
La loi SRU du 13 décembre 2000 a incité les communes à se regrouper au sein d’un établissement public, pour déterminer les partis d’aménagement de l’espace au sein d’un SCoT, un document d’orientation stratégique des politiques publiques à une grande échelle et à un horizon de 20 ans et s'imposant aux documents d'urbanisme locaux, les PLU (Plan local d'urbanisme). La commune est dans le territoire du SCOT Marne, Brosse et Condoire, approuvé en février 2013 et dont la révision a été lancée en 2017 par la Communauté d'Agglomération de Marne et Gondoire.
La commune disposait en 2019 d'un plan local d'urbanisme en révision. Le zonage réglementaire et le règlement associé peuvent être consultés sur le Géoportail de l'urbanisme.

### Logement
En 2017, le nombre total de logements dans la commune était de 276 dont 98,6 % de maisons et 0,7 % d'appartements.
Parmi ces logements, 94,2 % étaient des résidences principales, 3,3 % des résidences secondaires et 2,5 % des logements vacants.
La part des ménages fiscaux propriétaires de leur résidence principale s'élevait à 91,9 % contre 6,9 % de locataires et 1,2 % logés gratuitement.

### Voies de communication et transports

#### Transports
La commune est desservie par les lignes d'autocars du réseau de bus de Marne-la-Vallée :
- Ligne 2264 (Ile de Loisirs de Jablines - Gare d'Esbly Ligne P) ;
- Ligne 2263 (Ile de Loisirs de Jablines - Gare d'Esbly Ligne P).
- Depuis avril 2024, la commune est desservie en soirée par le bus de Soirée Val d'Europe, permettant de relier la gare du Val d'Europe[34].

## Toponymie
Le nom de la localité est mentionné sous la forme Vicaria de Leschis vers 1172.
Le village tire son nom du pluriel de l'oïl lesche (« Carex »), plante des marais qui couvrent une partie de la commune, jadis utilisé comme litiére.

## Histoire
Lesches est surtout connu pour les  marais situés dans une boucle de la Marne et répartis sur les communes de Jablines, Precy, Charmentray, Lesches et Trilbardou.

## Politique et administration

### Liste des maires
| Période                                  | Période  | Identité               | Étiquette | Qualité      |
| ---------------------------------------- | -------- | ---------------------- | --------- | ------------ |
| Les données manquantes sont à compléter. |          |                        |           |              |
| mars 1996                                | 2001     | Georges Bussignies     |           |              |
| mars 2001                                | 2008     | Jacques Fielder-Violet |           |              |
| mars 2008                                | 2020     | Jean-Marie Jacquemin   |           |              |
| 2020                                     | En cours | Christine Gibert       | DVD       | Agricultrice |

### Politique environnementale
- Site des marais de Lesches : intégration de 96 hectares de la commune au site Natura 2000 des Boucles de la Marne (zone de protection spéciale s’étendant sur 2 641 ha le long de la partie francilienne de la rivière).
- La commune s’engage à réduire l’utilisation de produits phytosanitaires[39].

## Équipements et services

### Eau et assainissement
L’organisation de la distribution de l’eau potable, de la collecte et du traitement des eaux usées et pluviales relève des communes. La loi NOTRe de 2015 a accru le rôle des EPCI à fiscalité propre en leur transférant cette compétence. Ce transfert devait en principe être effectif au 1er janvier 2020, mais la loi Ferrand-Fesneau du 3 août 2018 a introduit la possibilité d’un report de ce transfert au 1er janvier 2026,.

#### Assainissement des eaux usées
En 2020, la gestion du service d'assainissement collectif de la commune de Lesches est assurée par Val d'Europe Agglomération (CAVEA) pour la collecte, le transport et la dépollution,,.
La station d'épuration Equalia est quant à elle gérée par le SIA de Marne-la-Vallée (SIAM) qui a délégué la gestion à une entreprise privée, VEOLIA, dont le contrat arrive à échéance le 31 décembre 2020,.
L’assainissement non collectif (ANC) désigne les installations individuelles de traitement des eaux domestiques qui ne sont pas desservies par un réseau public de collecte des eaux usées et qui doivent en conséquence traiter elles-mêmes leurs eaux usées avant de les rejeter dans le milieu naturel. La communauté d'agglomération Marne et Gondoire (CAMG) assure pour le compte de la commune le service public d'assainissement non collectif (SPANC), qui a pour mission de vérifier la bonne exécution des travaux de réalisation et de réhabilitation, ainsi que le bon fonctionnement et l’entretien des installations. Cette prestation est déléguée à la Société Française de Distribution d’Eau (SFDE), dont le contrat arrive à échéance le 31 décembre 2025,.

#### Eau potable
En 2020, l'alimentation en eau potable est assurée par la communauté d'agglomération Marne et Gondoire (CAMG) qui en a délégué la gestion à la SAUR, dont le contrat expire le 31 décembre 2025,,.

## Population et société

### Démographie
L'évolution du nombre d'habitants est connue à travers les recensements de la population effectués dans la commune depuis 1793. Pour les communes de moins de 10 000 habitants, une enquête de recensement portant sur toute la population est réalisée tous les cinq ans, les populations de référence des années intermédiaires étant quant à elles estimées par interpolation ou extrapolation. Pour la commune, le premier recensement exhaustif entrant dans le cadre du nouveau dispositif a été réalisé en 2007.

En 2022, la commune comptait 767 habitants, en évolution de +5,79 % par rapport à 2016 (Seine-et-Marne : +3,92 %, France hors Mayotte : +2,11 %).
| 1793 | 1800 | 1806 | 1821 | 1831 | 1836 | 1841 | 1846 | 1851 |
| ---- | ---- | ---- | ---- | ---- | ---- | ---- | ---- | ---- |
| 184  | 221  | 225  | 212  | 187  | 180  | 184  | 188  | 183  |

| 1856 | 1861 | 1866 | 1872 | 1876 | 1881 | 1886 | 1891 | 1896 |
| ---- | ---- | ---- | ---- | ---- | ---- | ---- | ---- | ---- |
| 166  | 163  | 154  | 162  | 132  | 142  | 141  | 145  | 122  |

| 1901 | 1906 | 1911 | 1921 | 1926 | 1931 | 1936 | 1946 | 1954 |
| ---- | ---- | ---- | ---- | ---- | ---- | ---- | ---- | ---- |
| 152  | 163  | 151  | 163  | 140  | 138  | 160  | 149  | 268  |

| 1962 | 1968 | 1975 | 1982 | 1990 | 1999 | 2006 | 2007 | 2012 |
| ---- | ---- | ---- | ---- | ---- | ---- | ---- | ---- | ---- |
| 315  | 332  | 331  | 386  | 572  | 534  | 649  | 664  | 693  |

| 2017 | 2022 | - | - | - | - | - | - | - |
| ---- | ---- | - | - | - | - | - | - | - |
| 743  | 767  | - | - | - | - | - | - | - |

## Économie

### Secteurs d'activité

#### Agriculture
Lesches est dans la petite région agricole dénommée les « Vallées de la Marne et du Morin », couvrant les vallées des deux rivières, en limite de la Brie. En 2010, l'orientation technico-économique de l'agriculture sur la commune est la culture de céréales et d'oléoprotéagineux (COP).
Si la productivité agricole de la Seine-et-Marne se situe dans le peloton de tête des départements français, le département enregistre un double phénomène de disparition des terres cultivables (près de 2 000 ha par an dans les années 1980, moins dans les années 2000) et de réduction d'environ 30 % du nombre d'agriculteurs dans les années 2010. Cette tendance se retrouve au niveau de la commune où le nombre d’exploitations est passé de 6 en 1988 à 2 en 2010. Parallèlement, la taille de ces exploitations augmente, passant de 32 ha en 1988 à 47 ha en 2010.
Le tableau ci-dessous présente les principales caractéristiques des exploitations agricoles de Lesches, observées sur une période de 22 ans : 
|                                      | 1988 | 2000 | 2010 |
| ------------------------------------ | ---- | ---- | ---- |
| Dimension économique,                |      |      |      |
| Nombre d’exploitations (u)           | 6    | 4    | 2    |
| Travail (UTA)                        | 9    | 4    | 2    |
| Surface agricole utilisée (ha)       | 189  | 170  | 94   |
| Cultures                             |      |      |      |
| Terres labourables (ha)              | 164  | 156  | s    |
| Céréales (ha)                        | 100  | s    | s    |
| dont blé tendre (ha)                 | 57   | s    | s    |
| dont maïs-grain et maïs-semence (ha) | 21   | s    | s    |
| Tournesol (ha)                       | 17   | s    |      |
| Colza et navette (ha)                | s    | s    | s    |
| Élevage                              |      |      |      |
| Cheptel (UGBTA)                      | 35   | 9    | 23   |

## Culture locale et patrimoine

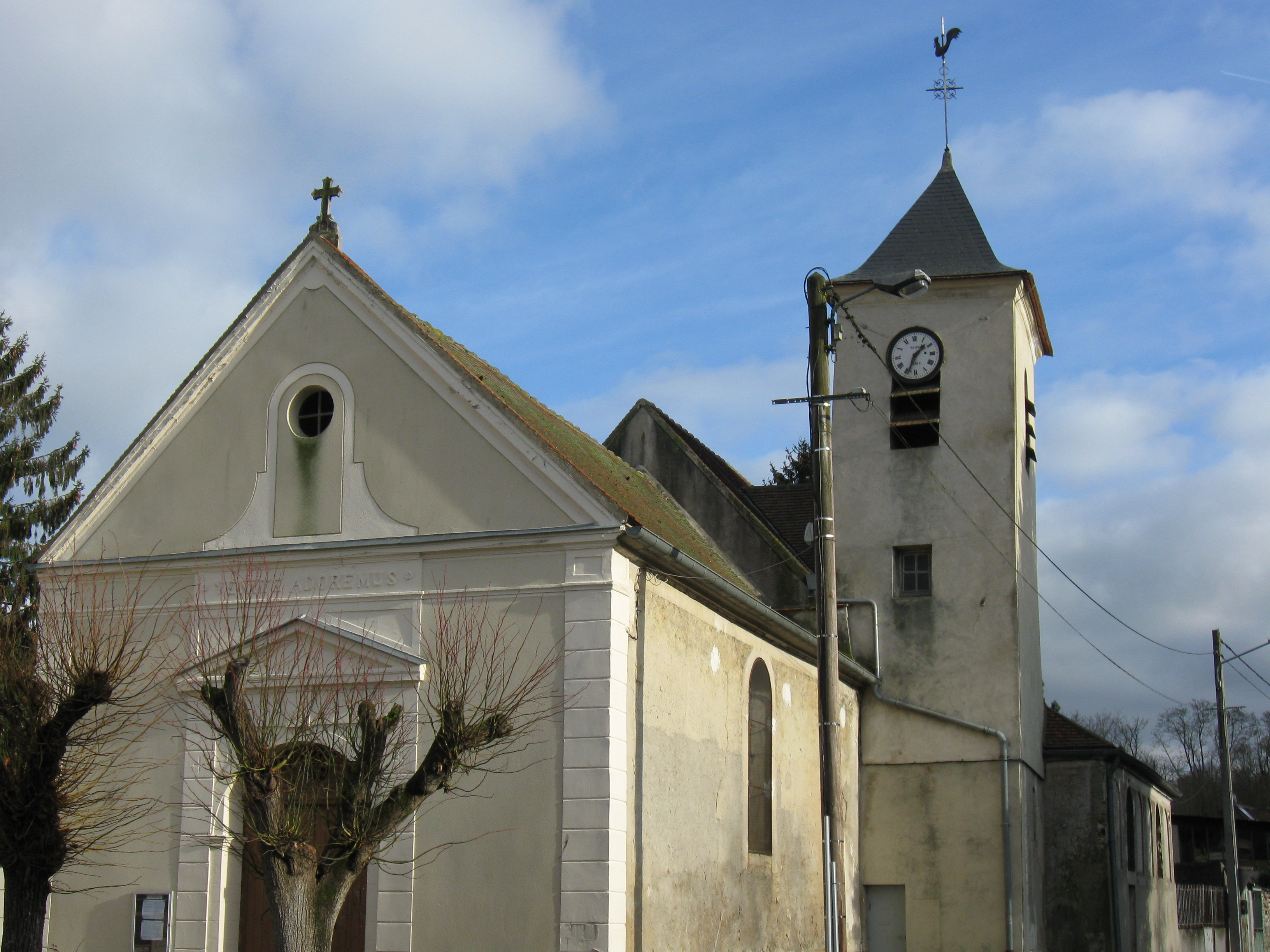
L'église Notre-Dame.

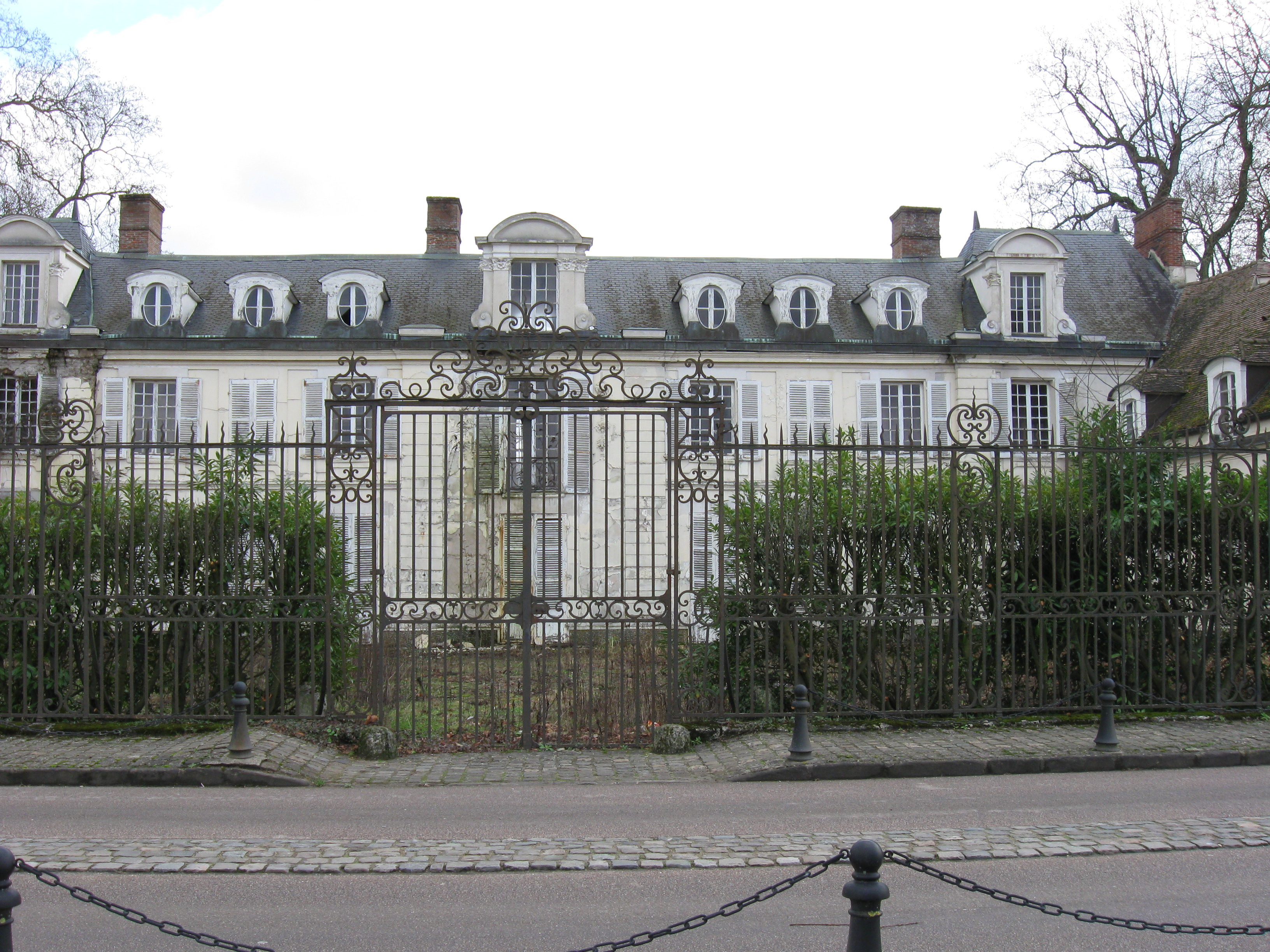
Le château de Lesches.

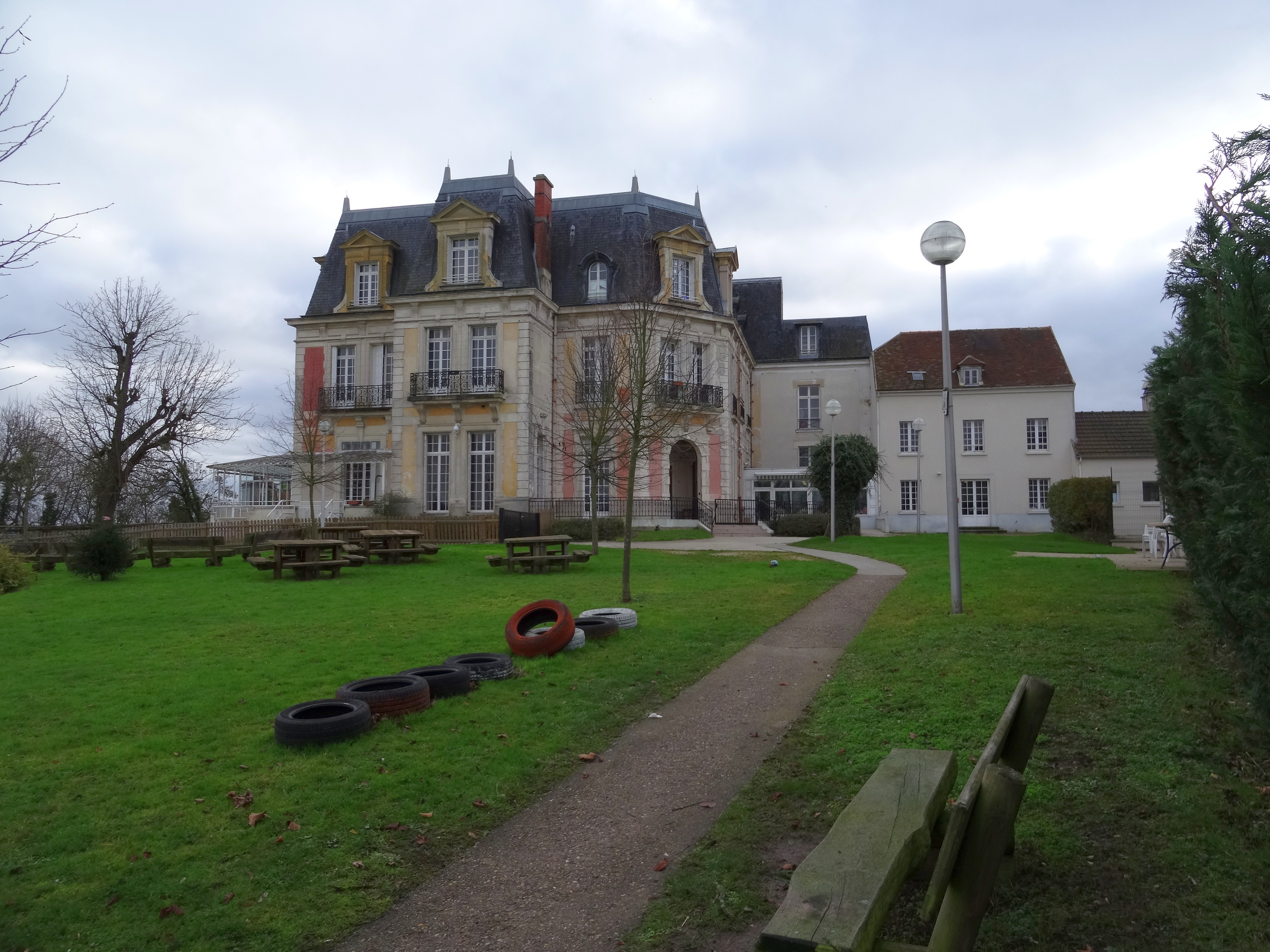
Le château de Montigny.

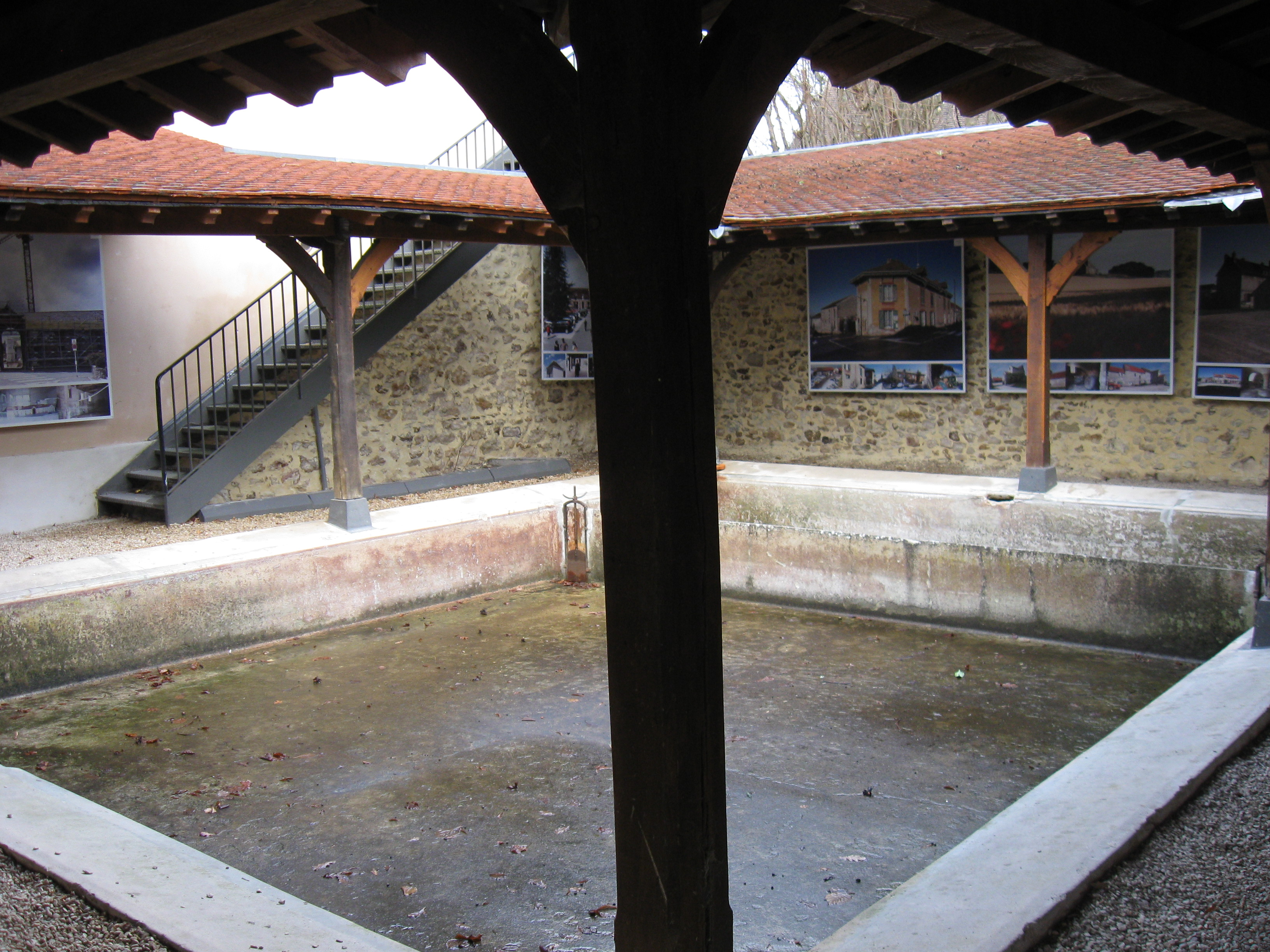
Le lavoir communal.

### Lieux et monuments

#### L'église Notre-Dame
Église placée sous le vocable de Notre Dame de l’Assomption.
À partir de 1983, Nicole Michigan entreprend de peindre l'ensemble de la voûte de l'église c'est « la Sixtine » de Lesches. Elle réalise une fresque de 253 scènes inspirées de la Bible pour lesquelles elle fait poser des habitants du village.
L'église abrite une statue de Vierge à l'Enfant de 1370 (classé à l’inventaire supplémentaire des Monuments Historiques), un maître-autel et retable en bois peint et doré et une huile sur toile datant des XVIIIe et XIXe siècles.

#### Lechâteau de Lesches
Situé au milieu du village, le bâtiment principal date au moins du XVIIe siècle. Il est composé d’un grand corps central à lucarnes ornées avec deux ailes plus basses en retour.

#### Lechâteau de Montigny
Le hameau de Montigny est un ancien fief situé au nord-est de la commune.
L'édifice actuel de style néo-classique date du XIXe siècle. Il présente une alternance de pierre et de brique d'inspiration Louis XIII et de hautes toitures à la Mansart.
Il sert aujourd'hui d'annexe du centre hospitalier de Lagny.

#### Le lavoir communal
D'abord simple bassin, le lavoir est entouré et couvert à la fin du XIXe siècle. Il était alimenté par un puits. L'eau puisée dans la nappe du Soissonnais alimentait également une fontaine légèrement sulfuro-ferrugineuse.
Aujourd'hui la fontaine est alimenté par l'eau de la commune.

### Patrimoine naturel
- ZNIEFF de type 1 no 110001150 « Marais du Refuge »[62].

### Personnalités liées à la commune
- J. Hector St John de Crèvecoeur (1735-1813), écrivain américano-normand, propriétaire du château de Lesches en 1796[63].

### Héraldique
|  | Les armes de la ville se blasonnent ainsi : D'argent à la laiche [plante des marais] de sinople soutenue d'une rivière d'azur mouvant de la pointe; chape de gueules à deux roses d'or en chef. |